# Zdenek Matys
Zdenek Matys (ur. 1947, zm. 13 grudnia 2023) – polski działacz ewangelicki, prezes Synodu Kościoła Ewangelicko-Reformowanego w RP w latach 2007–2009.

## Życiorys
Pochodził z Zelowa. W latach 1986–1989 był sekretarzem Synodu Kościoła Ewangelicko-Reformowanego w PRL, w latach 1989–1991 był członkiem Synodalnej Komisji Prawa i Regulaminów, zaś w latach 1989–1991 i 2001–2003 przewodniczącym Synodalnej Komisji Rewizyjnej.
Przez trzy kolejne kadencje w latach 1992–1994, 1995–1997 i 1998–2000 był radcą świeckim Konsystorza, zaś w latach 2016-2018 zastępcą rady świeckiego Konsystorza.
W latach 2007–2009 był prezesem Synodu Kościoła Ewangelicko-Reformowanego w RP. 
Był również członkiem Kolegium Kościelnego zboru ewangelicko-reformowanego w Łodzi.
Został pochowany na cmentarzu ewangelicko-augsburskim w Łodzi.